# Salanx cuvieri
Salanx cuvieri — вид корюшкоподібних риб родини саланксових (Salangidae).

## Поширення
Вид поширений на заході Тихого океану біля узбережжя Китаю та півночі В'єтнаму. Мешкає у прибережних морських або солонуватих водах і прибережних річкових дренажах.

## Опис
Максимальна довжина тіла — 15,3 см.

## Спосіб життя
Прохідний вид, використовує річки для нересту. Міграції мають бути циклічними та передбачуваними та охоплювати понад 100 км.